# Venusia (polilla)
Venusia es un género de polillas de la familia Geometridae.

## Especies
- Venusia accentuata  (Prout, 1914)
- Venusia albinea  (Prout, 1938)
- Venusia apicistrigaria  (Djakonov, 1936)
- Venusia balausta  Xue, 1999
- Venusia biangulata  (Sterneck, 1938)
- Venusia blomeri  (Curtis, 1832)
- Venusia brevipectinata  Prout, 1938
- Venusia cambrica  Curtis, 1839
- Venusia comptaria  (Walker, 1860)
- Venusia conisaria  Hampson, 1903
- Venusia crassisigna  Inoue, 1987
- Venusia dilecta  Yazaki, 1995
- Venusia distrigaria  (Boisduval, 1833)
- Venusia eucosma  (Prout, 1914)
- Venusia inefficax  (Prout, 1938)
- Venusia kasyata  Wiltshire, 1966
- Venusia kioudjrouaria  Oberthür, 1893
- Venusia laria  Oberthür, 1893
- Venusia lilacina  (Warren, 1893)
- Venusia limata  Inoue, 1982
- Venusia lineata  Wileman, 1916
- Venusia maniata  Xue, 1999
- Venusia marmoraria  (Leech, 1897)
- Venusia megaspilata  (Warren, 1895)
- Venusia naparia  Oberthür, 1893
- Venusia nigrifurca  (Prout, 1926)
- Venusia obliquisigna  (Moore, 1888)
- Venusia ochrota  Hampson, 1903
- Venusia pallidaria  Hampson, 1903
- Venusia paradoxa  Xue, 1999
- Venusia pearsalli  (Dyar, 1906)
- Venusia phasma  (Butler, 1879)
- Venusia planicaput  Inoue, 1987
- Venusia punctiuncula  Prout, 1938
- Venusia purpuraria  (Hampson, 1895)
- Venusia scitula  Xue, 1999
- Venusia semistrigata  (Christoph, 1881)
- Venusia sikkimensis  (Warren, 1893)
- Venusia syngenes  Wehrli, 1931
- Venusia tchraria  Oberthür, 1893
- Venusia violettaria  Wehrli, 1931
- Venusia yasudai  Inoue, 1987

## Estado desconocido
- Venusia participata  (Sauter, 1869), descrita como Eupithecia participata de Prusia Oriental. Atribuida a veces a Grentzenberg en vez de a Sauter.[2]